# British Actors Film Company
British Actors Film Company est fondée en 1915 par un groupe d'acteurs de théâtre de premier plan, parmi lesquels notamment A. E. Matthews (en), son directeur général, Donald Calthrop, Leslie Henson, Owen Nares (en). Ils s'installent aux Studios Bushey (en) dans l'Hertfordshire au nord de Londres. En 1920, la société passe sous le contrôle de Alliance Film Company avant d'être dissoute en 1929,,,.

## Filmographie (sélection)
- 1916 : The Real Thing at Last (en) de L. C. MacBean et J. M. Barrie
- 1916 : The Lifeguardsman de Frank G. Bayly
- 1916 : Wanted: A Widow
- 1917 : Les Cloches de Corneville (en) de Thomas Bentley
- 1917 : Daddy (en) de Thomas Bentley
- 1917 : The Labour Leader (en) de Thomas Bentley
- 1917 : One Summer's Day (en) de Frank G. Bayly
- 1918 : Once Upon a Time (en) de Thomas Bentley
- 1919 : The Divine Gift (en) de Thomas Bentley
- 1919 : All the Sad World Needs (en) de Hubert Herrick
- 1919 : The Lackey and the Lady de Thomas Bentley
- 1920 : Inheritance de Wilfred Noy
- 1920 : The Lady Clare (en) de Wilfred Noy
- 1920 : The Auction Mart (en) de Duncan McRae
- 1920 : Castle of Dreams (en) de Wilfred Noy
- 1920 : The Shuttle of Life (en) de D. J. Williams
- 1920 : The Face at the Window (en) de Wilfred Noy
- 1923 : The Temptation of Carlton Earle (en) de Wilfred Noy